# Granowo (województwo pomorskie)
Granowo (kaszub. Granowò) – wieś w Polsce położona w województwie pomorskim, w powiecie chojnickim, w gminie Chojnice.
Wieś położona w pobliżu linii kolejowej Chojnice-Tuchola (stacja kolejowa PKP „Racławki”). Połączenie z centrum Chojnic umożliwiają autobusy komunikacji miejskiej (linia nr 2), stanowi sołectwo gminy Chojnice.
W latach 1975–1998 miejscowość położona była w województwie bydgoskim.

## Historia
Udokumentowane zapisy historyczne dotyczące wsi pochodzą z XIV wieku. W roku 1347 Jan von Streifen, komtur tucholski, wystawił dokument poświadczający, że w gruntach wsi stwierdzono nieoznaczony nadmiar, za który wymierza dodatkowy czynsz 3 fertony. W roku 1356 komtur tucholski Zygfryd von Gerlachsheim potwierdził skradziony przywilej Janowi sołtysowi granowskiemu, wydał nowy, w którym jemu i jego potomkom oddał 26 włók na prawie chełmińskim. Od XV wieku miejscowość zasiedlali kosznajdrzy. Wizytacja starostwa tucholskiego z roku 1570 potwierdziła, że w Granowie było 35 włók osiadłych, dzierżawcą był Jerzy Zaliński, a we wsi była karczma. Czopowego płacono 40 złotych. Kolejna wizytacja z roku 1640 opisała, „że ta wieś jest niemiecka”, sołtysich włók liczono wtedy 3½, włók wybranieckich - ½ włóki, 6 gburów. Czynszu oddawano stąd na tucholski zamek 52 złotych. W 1772 roku wieś liczyła 116 mieszkańców.
W wieku XIX Granowo opisano jako wieś włościańską, posiadającą 2053 mórg ziemi, budynków ogółem 78 w tym mieszkalnych 28, ludność w przewadze wyznania rzymskokatolickiego - 225 osób, ewangelików - 6. Parafia Lichnowy, szkoła w miejscu, poczta Silno (niem. Frankenhagen).
Pod administracją zaboru pruskiego wieś nosiła nazwę niem. Granau.